# Вазио (Тренто)
Вазио је насеље у Италији у округу Тренто, региону Трентино-Јужни Тирол.
Према процени из 2011. у насељу је живело 66 становника. Насеље се налази на надморској висини од 820 м.